# ظهور دموي
الظهور الدموي أو العرض الدموي (بالإنجليزية: Bloody show)‏ هو مرور كمية صغيرة من الدم أو المخاط المختلط بالدم من خلال المهبل، في فترات الحمل الأخيرة، ويمكن أن يحدث مباشرة قبل المخاض أو في وقتٍ مبكر أثناء المخاض بالتزامن مع تغير شكل عنق الرحم، وتحرر سدادة عنق الرحم المخاطية والدم الذي احتل الفتحة الداخلية للرحم.
يُعتبر العرض الدموي حدث شائع نسبيا في الحمل، ولا يعني زيادة خطر على الأم أو الطفل. ومع ذلك، فإن كمية الدم الكثيرة قد تشير إلى مضاعفات غير طبيعية أكثر خطورة من الحمل، مثل انفصال المشيمة المبكر أو المشيمة المنزاحة. كما أن كميات كبيرة من النزيف أثناء أو بعد الولادة نفسها قد تأتي من ترهل الرحم أو تهتك عنق الرحم، المهبل، أو العجان.
وهناك ثلاث علامات شائعة تدل على بداية المخاض هي:
1. العرض الدموي (الظهور الدموي)
2. تمزق السلى ("اندفاع المياه")
3. بداية حدوث تشديد أو تقلصات

ومع ذلك، قد تحدث هذه العلامات في أي وقت وبأي ترتيب. فبعض النساء لا يعانين من الظهور الدموي ولا من اندفاع المياه إلا في بتقدم المخاض. لذلك فإن كلًا من الظهور الدموي أو تمزق الأغشية (اندفاع المياة) لا يعتبر مطلوبًا لإثبات المخاض.